# Martha’s Vineyard

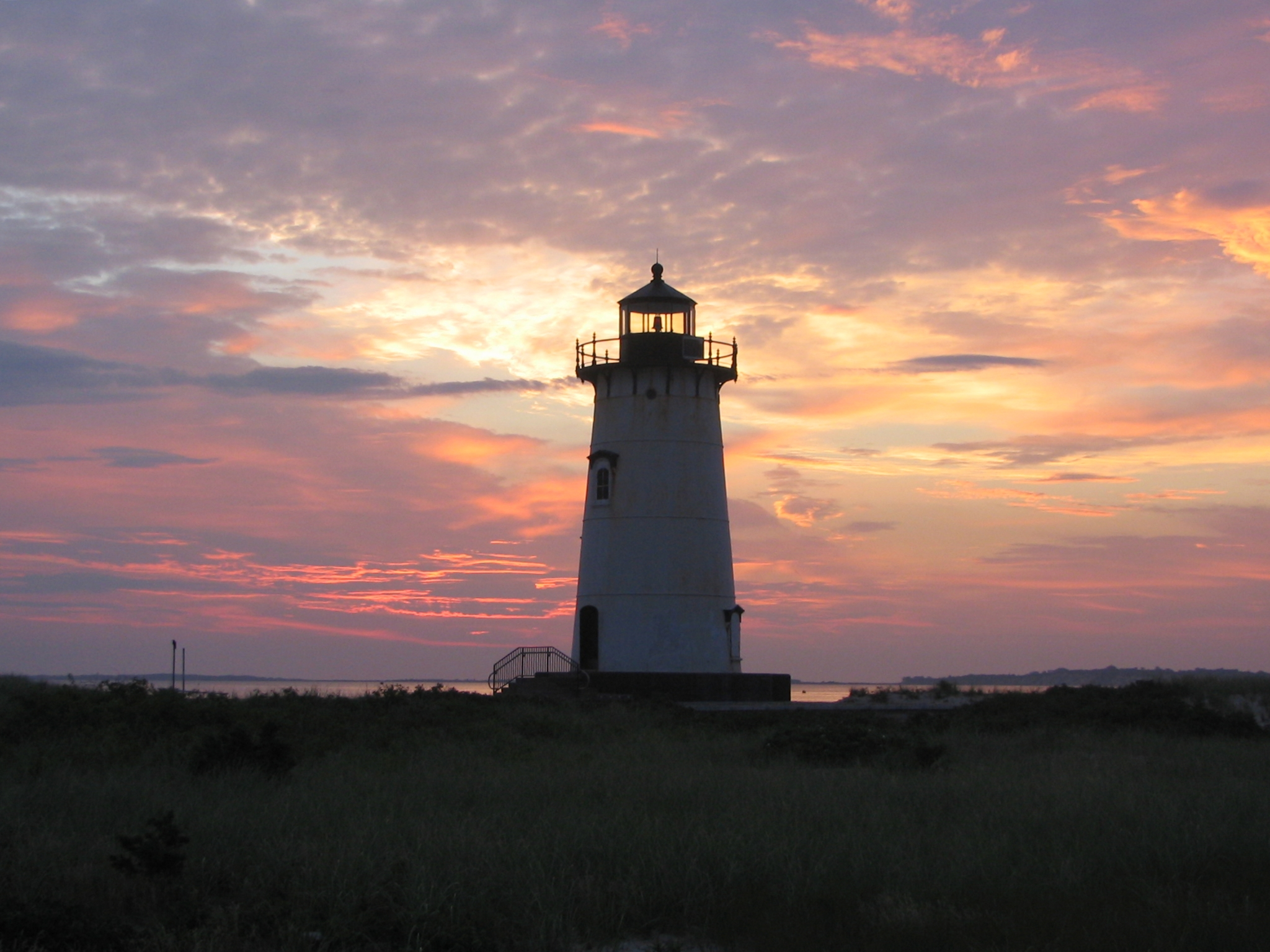
Der Leuchtturm von Edgartown

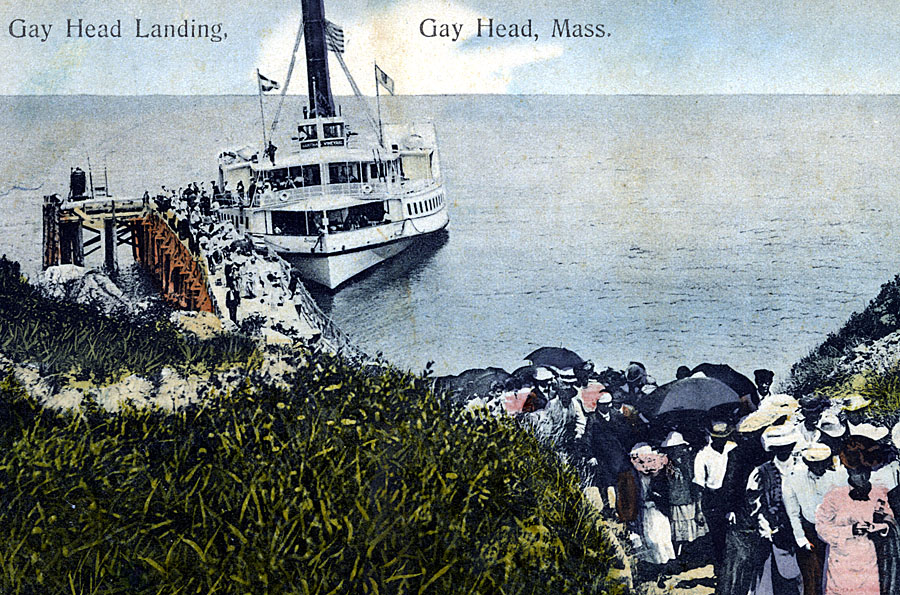
Schiffsanleger bei Gay Head (1917)

Martha’s Vineyard ist eine 231,75 km² große Insel vor der Südküste von Cape Cod im US-Bundesstaat Massachusetts. Ursprünglich war die Insel ein Gebiet der Wampanoag-Indianer; in ihrer Sprache nannten sie die Insel Noepe beziehungsweise (Land unter den Strömen). 1602 wurde sie von dem britischen Entdecker Bartholomew Gosnold nach seiner Tochter Martha und dem an der Küste wachsenden Wein Martha’s Vineyard genannt.

## Geographie
Martha’s Vineyard umfasst sechs der sieben Gemeinden des Dukes County (Aquinnah, Chilmark, Edgartown, Oak Bluffs, Tisbury, West Tisbury). Die Gemeinde Chilmark schließt auch die weiter südlich gelegene unbewohnte Insel Nomans Land (2,477 km²) ein. Insgesamt hat Martha’s Vineyard rund 15.000 Einwohner.
Die namensprägenden Weinbauflächen sind der Herkunftsbezeichnung Martha’s Vineyard AVA zugeordnet.
Östlich von Martha’s Vineyard liegt die als früheres Zentrum des Walfangs bekannte Insel Nantucket.

## Weinbau
Durch den klimatischen Einfluss des Atlantischen Ozeans, der mildere Winter als auf dem Festland von Massachusetts verursacht, liegt ein großer Teil der Rebfläche des Landes auf Martha’s Vineyard. Das Wasser speichert die Wärme im Sommer und gibt sie im Winter wieder ab. Den größten Teil des warmen Wassers bringt der Golfstrom.

## Geschichte

### Ureinwohner
Am westlichen Ende der Insel liegt die Ortschaft Gay Head (Aquinnah), in der bis heute Wampanoag leben. Hier befindet sich das Edwin DeVries Vanderhoop Homestead, ein in den 1890er Jahren errichtetes Wohnhaus der Familie von Edwin DeVries Vanderhoop (1848–1923). Es dient heute unter der Bezeichnung Aquinnah Cultural Center als Kulturzentrum sowie als Museum für Stammesgeschichte.
Nach dem Zensus von 2000 identifizierten sich von 344 Einwohnern 36,63 % als Native American. Hier hat der Stammesrat der Wampanoag von Gay Head, die (im Jahre 2013) 1121 eingetragene Mitglieder zählen, seinen Sitz. Diese Gruppe ist auch an einem Projekt zur Wiederbelebung der Sprache der Wampanoag beteiligt, in dessen Rahmen in Aquinnah Unterricht in der Sprache erteilt wird.

### Gehörlose
Im 18. und 19. Jahrhundert war Martha’s Vineyard die Heimat einer der ersten bekannten Gemeinschaften der Gehörlosen. Sie entwickelten aufgrund ihrer Isolation eine eigene Gebärdensprache, die Martha’s Vineyards Gebärdensprache. Während in anderen Gegenden der USA rund 0,015 % der Bevölkerung gehörlos sind, gab es auf Martha’s Vineyard zeitweilig rund 0,7 % Gehörlose. Inzwischen hat sich der Anteil der Gehörlosen dem der übrigen USA angeglichen.

### Tourismus
In jüngerer Zeit wird Martha’s Vineyard in den Sommermonaten sowie zum US-amerikanischen Nationalfeiertag am 4. Juli von jährlich mehr als 100.000 Touristen besucht. Auch Barack Obamas Familie verbrachte während seiner Präsidentschaft fast alle Sommerferien auf der Insel. Viele andere Persönlichkeiten und Angehörige der amerikanischen Oberschicht besitzen Villen auf Martha’s Vineyard, was der Insel den Ruf eines Nobel-Ferienortes einbrachte. Zudem befindet sich auf Martha’s Vineyard als Haupttouristenattraktion ein großer Vogelpark.

## Unglücke
Das bisher größte Schiffsunglück der Region ereignete sich am 18. Januar 1884, als der amerikanische Passagierdampfer City of Columbus an der Südwestspitze der Insel auf das Riff Devil’s Bridge lief und unterging. Von den 132 Menschen an Bord überlebten 29.
Am 16. Juli 1999 verunglückten John F. Kennedy jr., der Sohn des früheren US-Präsidenten John F. Kennedy, sowie dessen Ehefrau Carolyn Bessette-Kennedy und Schwägerin Lauren Bessette tödlich, als das von ihm selbst gesteuerte Flugzeug bei schlechten Wetterbedingungen unweit von Martha’s Vineyard ins Meer stürzte.
Zum Hauptort Edgartown gehört die unmittelbar östlich benachbarte Insel Chappaquiddick, bekannt durch den Autounfall von Senator Edward Kennedy am 18. Juli 1969, bei dem seine Begleiterin Mary Jo Kopechne starb.

## Filme und Kultur
Die Insel wurde als Kulisse des Films Der weiße Hai 1975 weltbekannt. 1995 wurden mehrere Szenen aus Sydney Pollacks Film Sabrina dort gedreht. 2003 diente sie Unzertrennlich erneut als Filmkulisse. Außerdem ist sie Schauplatz der Folge A Vineyard Valentine aus der Fernsehserie Gilmore Girls.
Die Handlung des Romans Ghost von Robert Harris, auf dem Roman Polańskis Film Der Ghostwriter basiert, spielt hauptsächlich auf Martha’s Vineyard; allerdings wurden die Filmszenen auf den deutschen Inseln Usedom und Sylt sowie der dänischen Insel Rømø gedreht. Ebenso spielt der Fernsehfilm von 1996 Abschied von Chase auf der Insel.
Auf dem Abel’s Hill Cemetery von Chilmark befindet sich das Grab von John Belushi, Hauptdarsteller des Films Blues Brothers.
Die Sängerin Carly Simon gab hier im Jahr 1987 ein Konzert vor wenigen Fans, welches von HBO ausgestrahlt wurde.
Die Insel verfügt über mehrere Museen: Das Martha's Vineyard Museum zur Geschichte der Insel, das Feuerwehrmuseum Edgartown Fire Museum, das Heimatmuseum Vincent House Museum, das Cottage Museum und das Aquinnah Cultural Center, das die Kultur der Wampanoag dokumentiert.

## Persönlichkeiten (Auswahl)
Folgende Personen wurden geboren oder lebten in Martha’s Vineyard.
- Jonathan Mayhew (1720–1766), führender Vertreter des frühen christlichen Unitarismus in Nordamerika
- Henry Marchant (1741–1796), Rechtsanwalt, Richter und Politiker
- Nancy Luce (1814–1890), Lyrikerin und Volkskünstlerin
- William Barry Owen (1860–1914), Pionier in der Entwicklung der Unterhaltungsindustrie
- Thomas Barbour (1884–1946), Herpetologe
- Dorothy West (1907–1998), Schriftstellerin
- Kelley Roos, Pseudonym der Kriminalromanschriftsteller Audrey Kelley (1912–1982) und William Roos (1911–1987)
- Eddie Heywood (1915–1989), Jazzpianist und Komponist des Swing
- Stella Waitzkin (1920–2003), bildende Künstlerin und Malerin
- Joan Nathan (* 1943), Kochbuchautorin
- Richard North Patterson (* 1947), Schriftsteller und Jurist
- Robert Nixon (* 1954), Filmregisseur, Filmproduzent, Autor und Naturschützer
- Tony Horwitz (1958–2019), Journalist und Autor von Sachbüchern
- Dean Rosenthal (* 1974), Komponist